# Liste der Wappen in der Metropolitanstadt Reggio Calabria
Die Liste der Wappen in der Metropolitanstadt Reggio di Calabria beinhaltet alle in der Wikipedia gelisteten Wappen der Orte in der Metropolitanstadt Reggio Calabria (ehemals Provinz Reggio Calabria) in der Region Kalabrien in Italien. In dieser Liste werden die Wappen mit dem Gemeindelink angezeigt. 

## Wappen der Metropolitanstadt Reggio Calabria

Wappen der Metropolitanstadt Reggio Calabria
Lage der Metropolitanstadt Reggio Calabria in Italien

## Wappen der Gemeinden der Metropolitanstadt Reggio Calabria

Africo
Agnana Calabra
Anoia
Antonimina
Ardore
Bagaladi
Bagnara Calabra
Benestare
Bianco
Bivongi
Bova
Bova Marina
Bovalino
Brancaleone
Bruzzano Zeffirio
Calanna
Camini
Campo Calabro
Candidoni
Canolo
Caraffa del Bianco
Cardeto
Careri
Casignana
Caulonia
Ciminà
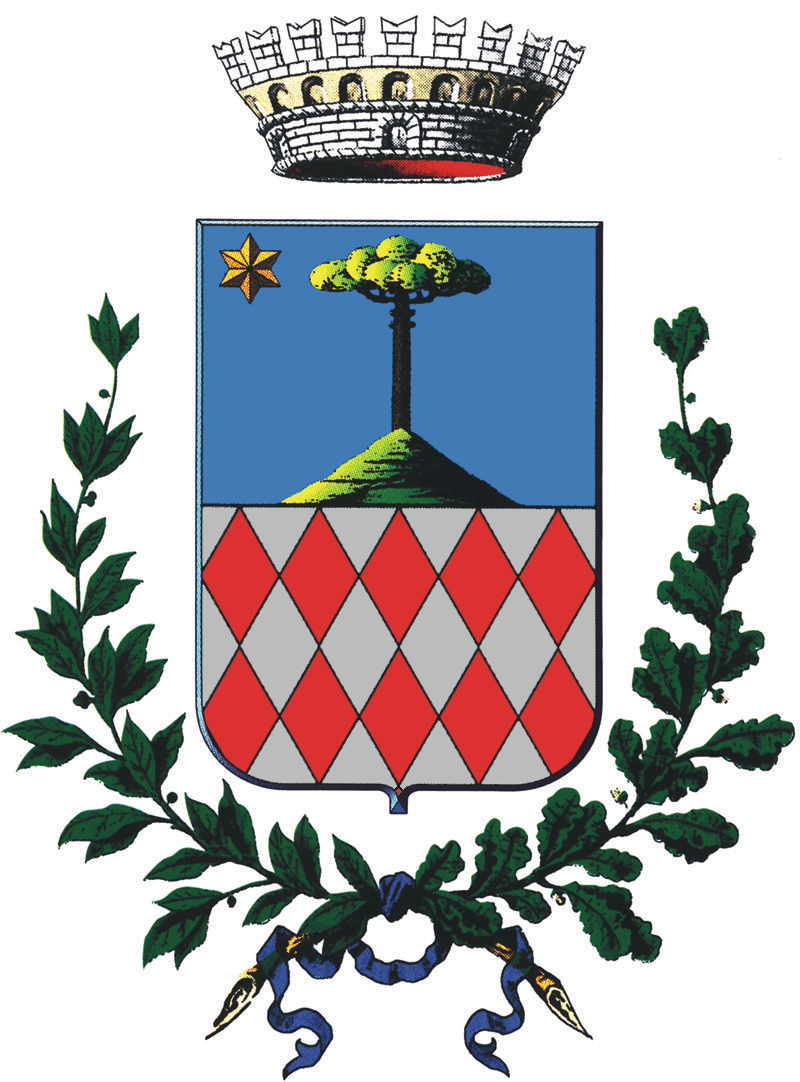
Cittanova
Condofuri
Cosoleto
Delianuova
Feroleto della Chiesa
Ferruzzano
Fiumara
Galatro
Gerace
Giffone
Gioia Tauro
Gioiosa Ionica
Grotteria
Laganadi
Laureana di Borrello
Locri
Mammola
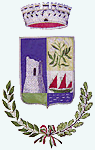
Marina di Gioiosa Ionica
Maropati
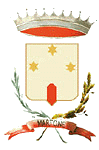
Martone
Melicucco
Melicuccà
Melito di Porto Salvo
Molochio
Monasterace
Montebello Ionico
Motta San Giovanni
Oppido Mamertina
Palizzi
Palmi
Pazzano
Placanica
Platì
Polistena
Portigliola
Riace
Rizziconi
Roccaforte del Greco
Roccella Ionica
Roghudi
Rosarno
Samo
San Ferdinando
San Giorgio Morgeto
San Giovanni di Gerace
San Lorenzo
San Luca
San Pietro di Caridà
San Procopio
San Roberto
Sant’Agata del Bianco
Sant’Alessio in Aspromonte
Sant’Eufemia d’Aspromonte
Sant’Ilario dello Ionio
Santa Cristina d’Aspromonte
Santo Stefano in Aspromonte
Scido
Scilla
Seminara
Serrata
Siderno
Sinopoli
Staiti
Stignano
Stilo
Taurianova
Terranova Sappo Minulio
Varapodio
Villa San Giovanni